# Saint-Martin-d'Ordon
Saint-Martin-d'Ordon es una localidad y comuna francesa situada en la región de Borgoña, departamento de Yonne, en el distrito de Sens y cantón de Saint-Julien-du-Sault.

## Demografía
| 433 | 414 | 408 | 426 | 505 | 485 | 579 | 574 | 581 | 572 | 545 | 542 | 511 | 497 | 512 | 480 | 457 | 427 | 421 | 406 | 346 | 359 | 336 | 355 | 330 | 310 | 293 | 287 | 289 | 237 | 252 | 297 | 285 |
| Para los censos de 1962 a 1999 la población legal corresponde a la población sin duplicidades (Fuente: INSEE [Consultar]) |     |     |     |     |     |     |     |     |     |     |     |     |     |     |     |     |     |     |     |     |     |     |     |     |     |     |     |     |     |     |     |     |